# Альваро Рафаель Гонсалес
Альваро Рафаель Гонсалес Луенго (ісп. Álvaro Rafael González Luengo, нар. 29 жовтня 1984, Монтевідео) — уругвайський футболіст, півзахисник «Насьйоналя» та національної збірної Уругваю.
Чемпіон Аргентини. Володар Кубка Італії. Переможець Рекопи Південної Америки. У складі збірної — володар Кубка Америки. 

## Клубна кар'єра
Народився 29 жовтня 1984 року в місті Монтевідео. Вихованець футбольної школи клубу «Дефенсор Спортінг». Дорослу футбольну кар'єру розпочав 2003 року в основній команді того ж клубу, в якій провів чотири сезони, взявши участь у 47 матчах чемпіонату. 
Своєю грою за цю команду привернув увагу представників тренерського штабу аргентинського «Бока Хуніорс», до складу якого приєднався 2007 року. Відіграв за команду з Буенос-Айреса наступні два сезони своєї ігрової кар'єри. За цей час виборов титул чемпіона Аргентини, ставав переможцем Рекопи Південної Америки.
Протягом сезону 2009—2010 років захищав кольори команди клубу «Насьйональ» з рідного Монтевідео.
До складу італійського «Лаціо» приєднався 2010 року. Довгий час був беззаперечним гравцем основного складу римської команди та встиг відіграти за «біло-блакитних» понад 100 матчів в національному чемпіонаті. Проте в сезоні 2014/15 втратив місце в «основі», провівши за півроку лише 4 гри чемпіонату, і на початку 2015 року був відданий в оренду до «Торіно», в якому у другій половині чемпіонату також виходив на поле лише 4 рази.
Влітку 2015 року було домовлено про перехід уругвайця на умовах оренди до мексиканського «Атласа» (Гвадалахара), де він грав до 2016.
2017 року повернувся на батьківщину, удруге ставши гравцем «Насьйоналя».

## Виступи за збірну
2006 року дебютував в офіційних матчах у складі національної збірної Уругваю. Наразі провів у формі головної команди країни 52 матчів, забивши 3 голи.
У складі збірної був учасником розіграшу Кубка Америки 2011 року в Аргентині, здобувши того року титул континентального чемпіона, брав участь в розіграші Кубка конфедерацій 2013 року та чемпіонаті світу 2014 року.
| Дата       | Місто            | Господарі  | Результат               | Гості     | Турнір                            | Голи | Примітки |
| ---------- | ---------------- | ---------- | ----------------------- | --------- | --------------------------------- | ---- | -------- |
| 30-05-2006 | Туніс (місто)    | Лівія      | 1 – 2                   | Уругвай   | товариський матч                  | -    | 85'      |
| 07-02-2007 | Кукута           | Колумбія   | 1 – 3                   | Уругвай   | товариський матч                  | -    |          |
| 17-10-2007 | Асунсьйон        | Парагвай   | 1 – 0                   | Уругвай   | Відбір до ЧС 2010                 | -    | 68'      |
| 21-11-2007 | Сан-Паулу        | Бразилія   | 2 – 1                   | Уругвай   | Відбір до ЧС 2010                 | -    | 70'      |
| 20-08-2008 | Саппоро          | Японія     | 1 – 3                   | Уругвай   | товариський матч                  | -    | 60'      |
| 06-09-2008 | Богота           | Колумбія   | 0 – 1                   | Уругвай   | Відбір до ЧС 2010                 | -    | 80'      |
| 14-10-2008 | Ла-Пас           | Болівія    | 2 – 2                   | Уругвай   | Відбір до ЧС 2010                 | -    | 55'      |
| 14-11-2009 | Сан-Хосе         | Коста-Рика | 0 – 1                   | Уругвай   | Відбір до ЧС 2010                 | -    |          |
| 08-10-2010 | Джакарта         | Індонезія  | 1 – 7                   | Уругвай   | товариський матч                  | -    | 64'      |
| 23-06-2011 | Ривера           | Уругвай    | 3 – 0                   | Естонія   | товариський матч                  | -    | 72'      |
| 08-07-2011 | Мендоса          | Уругвай    | 1 – 1                   | Чилі      | Копа Америка 2011 - груповий етап | -    | 46', 80' |
| 12-07-2011 | Ла-Плата (місто) | Уругвай    | 1 – 0                   | Мексика   | Копа Америка 2011 - груповий етап | -    | 69'      |
| 16-07-2011 | Санта-Фе         | Аргентина  | 1 – 1 д.ч. (4 - 5 п.п.) | Уругвай   | Копа Америка 2011 - чвертьфінал   | -    | 33'      |
| 19-07-2011 | Ла-Плата (місто) | Перу       | 0 – 2                   | Уругвай   | Копа Америка 2011 - Півфінал      | -    |          |
| 24-07-2011 | Буенос-Айрес     | Уругвай    | 3 – 0                   | Парагвай  | Копа Америка 2011 - Фінал         | -    |          |
| 02-09-2011 | Харків           | Україна    | 2 – 3                   | Уругвай   | товариський матч                  | 1    | 79'      |
| 11-10-2011 | Асунсьйон        | Парагвай   | 1 – 1                   | Уругвай   | Відбір до ЧС 2014                 | -    | 65'      |
| 11-11-2011 | Монтевідео       | Уругвай    | 4 – 0                   | Чилі      | Відбір до ЧС 2014                 | -    | 69'      |
| 16-11-2011 | Рим              | Італія     | 0 – 1                   | Уругвай   | товариський матч                  | -    | 84'      |
| 29-02-2012 | Бухарест         | Румунія    | 1 – 1                   | Уругвай   | товариський матч                  | -    | 68'      |
| 02-06-2012 | Монтевідео       | Уругвай    | 1 – 1                   | Венесуела | Відбір до ЧС 2014                 | -    | 75'      |
| 15-08-2012 | Гавр             | Франція    | 0 – 0                   | Уругвай   | товариський матч                  | -    | 64'      |
| 07-09-2012 | Барранкілья      | Колумбія   | 4 – 0                   | Уругвай   | Відбір до ЧС 2014                 | -    | 46'      |
| 11-09-2012 | Монтевідео       | Уругвай    | 1 – 1                   | Еквадор   | Відбір до ЧС 2014                 | -    | 46'      |
| 12-10-2012 | Мендоса          | Аргентина  | 3 – 0                   | Уругвай   | Відбір до ЧС 2014                 | -    | 69'      |
| 16-10-2012 | Ла-Пас           | Болівія    | 4 – 1                   | Уругвай   | Відбір до ЧС 2014                 | -    |          |
| 14-11-2012 | Гданськ          | Польща     | 1 – 3                   | Уругвай   | товариський матч                  | -    |          |
| 06-02-2013 | Доха             | Іспанія    | 3 – 1                   | Уругвай   | товариський матч                  | -    |          |
| 22-03-2013 | Монтевідео       | Уругвай    | 1 – 1                   | Парагвай  | Відбір до ЧС 2014                 | -    | 90'      |
| 27-03-2013 | Сантьяго         | Чилі       | 2 – 0                   | Уругвай   | Відбір до ЧС 2014                 | -    |          |
| 12-06-2013 | Сьюдад-Гуаяна    | Венесуела  | 0 – 1                   | Уругвай   | Відбір до ЧС 2014                 | -    | 60'      |
| 17-06-2013 | Ресіфі           | Іспанія    | 2 – 1                   | Уругвай   | Кубок Конфедерацій                | -    | 46'      |
| 21-06-2013 | Салвадор         | Нігерія    | 1 – 2                   | Уругвай   | Кубок Конфедерацій                | -    |          |
| 26-06-2013 | Белу-Оризонті    | Бразилія   | 2 – 1                   | Уругвай   | Кубок Конфедерацій                | -    | 74', 83' |
| 30-06-2013 | Сальвадор        | Уругвай    | 2 – 2 д.ч. (2 - 3 п.п.) | Італія    | Кубок Конфедерацій                | -    | 56'      |
| 14-08-2013 | Повіт Міяґі      | Японія     | 2 – 4                   | Уругвай   | товариський матч                  | 1    | 68'      |
| 07-09-2013 | Ліма             | Перу       | 1 – 2                   | Уругвай   | Відбір до ЧС 2014                 | -    | 70'      |
| 11-09-2013 | Монтевідео       | Уругвай    | 2 – 0                   | Колумбія  | Відбір до ЧС 2014                 | -    | 46'      |
| 05-03-2014 | Клагенфурт       | Австрія    | 1 – 1                   | Уругвай   | товариський матч                  | -    | 81'      |
| Усього     |                  | Матчів     | 39                      |           | Голів                             | 2    |          |

## Титули і досягнення
- Чемпіон Аргентини:

«Бока Хуніорс»: 2008-09
- Володар Кубка Італії:

«Лаціо»: 2012-13
- Переможець Рекопи Південної Америки:

«Бока Хуніорс»: 2008
Збірні
- Володар Кубка Америки: 2011